# Liste der Kulturdenkmäler in Holzbach
In der Liste der Kulturdenkmäler in Holzbach sind alle Kulturdenkmäler der rheinland-pfälzischen Ortsgemeinde Holzbach aufgeführt. Grundlage ist die Denkmalliste des Landes Rheinland-Pfalz (Stand: 27. Oktober 2023).

## Einzeldenkmäler
| Bezeichnung         | Lage                                   | Baujahr | Beschreibung                                                              | Bild                           |
| ------------------- | -------------------------------------- | ------- | ------------------------------------------------------------------------- | ------------------------------ |
| Brunnen             | Brunnenweg Lage                        | 1885    | reliefiertes Brunnenbecken; Gusseisen, Stromberger Hütte, bezeichnet 1885 | weitere Bilder Fotos hochladen |
| Evangelische Kirche | Kirchstraße 6 Lage                     | 1759    | barocker Saalbau, bezeichnet 1759                                         | weitere Bilder Fotos hochladen |
| Weißer Stein        | südöstlich des Ortes an der L 162 Lage | 1820    | Preußischer Ganzmeilenstein, Sandsteinobelisk, 1820                       | weitere Bilder Fotos hochladen |

## Ehemalige Kulturdenkmäler
| Bezeichnung | Lage               | Baujahr                                       | Beschreibung | Bild                           |
| ----------- | ------------------ | --------------------------------------------- | --- | ------------------------------ |
| Hofanlage   | Hauptstraße 4 Lage | Mitte oder zweite Hälfte des 19. Jahrhunderts | Fachwerkhaus, verputzt und verschiefert, Stall, Mitte oder zweite Hälfte des 19. Jahrhunderts; bauliche Gesamtanlage; aus Denkmalliste gelöscht | weitere Bilder Fotos hochladen |